# Helene Harth
Helene Harth, geb. Jakobi (* 22. Juli 1940 in Frankfurt am Main), ist eine deutsche Romanistin. Sie ist Präsidentin der Akademie für Musik Berlin.

## Leben
Die Tochter eines Pfarrers studierte Klassische Philologie, Germanistik und Romanistik in Frankfurt am Main, Tübingen und Florenz. Sie hatte Lehrstühle für Romanische Philologie in Passau (1985), Saarbrücken (1987) und Potsdam (1993) inne. 1993 begründete sie das Institut für Romanistik an der Universität Potsdam. Dort war sie zwischen 1995 und 1999 auch Prorektorin. 1999 war sie Gründungsvizepräsidentin und von 2001 bis 2003 Präsidentin der Deutsch-Französischen Hochschule in Saarbrücken. Bis 1997 war sie Mitglied im DAAD-Vorstand und von 1989 und 1991 Vorsitzende des Deutschen Romanistenverbandes. Seit 2009 hat sie am Institut für Italienische Kultur und Literatur der Universität Stettin eine ständige Gastprofessur inne.
Ihre Forschungsinteressen sind die französische Literatur des 19. Und 20. Jahrhunderts, vor allem aber neben der italienischen Literatur der Renaissance die italienische Literatur und Kultur der Gegenwart und die postkoloniale Literatur im heutigen Italien. Sie war Mitbegründerin und Herausgeberin der Zeitschrift Zibaldone.
2004 verlieh Jacques Chirac Harth für ihre Verdienste um die deutsch-französischen Beziehungen den Orden eines Officier de l’Ordre national du Mérite.
Helene Harth war von 1962 bis 1977 mit dem Literaturwissenschaftler Dietrich Harth verheiratet.

## Schriften (Auswahl)
- mit Leo Pollmann: Paul Valéry. Athenäum, Frankfurt 1972.
- Dichtung und Arete. Untersuchungen zur Bedeutung der musischen Erziehung bei Plato. Hänsel-Hohenhausen, Egelsbach 1994, ISBN 3-89349-679-3.
- mit Dietrich Harth: Für den Romancier ist nichts verloren. Beobachtungen zur Verwendung antiker Bilder bei Michel Butor. Universitätsbibliothek Heidelberg, 2015, doi:10.11588/heidok.00018482, urn:nbn:de:bsz:16-heidok-184825 (uni-heidelberg.de – Online-Ressource).
- mit Brigitte Sändig: Die Geisteswissenschaften - Verlierer der Wende? Ein Gespräch mit Eberhard Lämmert. In: Grenzgänge (, 1,1994,1). 2019, urn:nbn:de:bsz:15-qucosa2-330287 (Online-Ressource).
- Textkulturen und Neue Medien : Eine Herausforderung für die Philologien. In: Grenzgänge (, 9,2002,17). 2019, urn:nbn:de:bsz:15-qucosa2-335507 (Online-Ressource).